# 新井和之
新井 和之（あらい かずゆき、1977年9月2日 - ）は、三重県出身の俳優、演出家。aoaoに所属していた。

## 人物
身長174cm。体重58kg。
趣味はブナや杉などの木を見る事、読書。特技は修理、料理、英会話、サッカー。
元劇団3○○ 宇宙堂劇団員。

## 出演作品

### テレビドラマ
- 相棒16 第16話（2018年、テレビ朝日） - 八尋恵一
- 新・ミナミの帝王 第17作（2019年、カンテレ） - 岡田

### 映画
- 高校教師（2014年）
- 夜明けまで離さない（2018年、アルゴ・ピクチャーズ） - 西山
- ウテナの東（2019年） - 洋司
- 菜乃（2019年）

### 舞台
- だまし穴とアナーキーラム&マトン（2003年）
- オールドリフレイン 花粉の夜に眠る戀（2005年）
- 桜の木の下で会いましょう（2005年）
- 福沢さんは大人気（2006年）
- 夢ノかたち（2006年）
  - 〜私の船〜
  - 〜緑の指〜
- 深夜特急（2007年）
- りぼん（2007年）
- ハイエナ（2013年）
- 海の種（2013年）
- 職員室の午後（2014年）
- オーレ（2014年）
- 死体のある風景（2015年）
- 破片1.5（2017年）
- 青森県立美術館 ドラマリーディングクラブ定期公演「仰臥漫談 抄」（2019年）
- 太宰治生誕110年記念演劇「津軽」（2019年） - 主演：太宰治

## 演出作品
- 命を弄ぶ男ふたり（2015年）